# Голеган
Голеган (порт.  Golegã; [golɨ'gɐ̃]) — посёлок городского типа в Португалии, центр одноимённого муниципалитета в составе округа Сантарен. Численность населения — 3,9 тыс. жителей (посёлок), 5,6 тыс. жителей (муниципалитет). Посёлок и муниципалитет входит в экономико-статистический регион Алентежу и субрегион Лезирия-ду-Тежу. По старому административному делению входил в провинцию Рибатежу.

## Расположение
Посёлок расположен в центре округа Сантарен в 26 км северо-восточнее города Сантарен.
Муниципалитет граничит:
- на северо-востоке — муниципалитет Вила-Нова-да-Баркинья
- на востоке — муниципалитет Шамушка
- на западе — муниципалитет Сантарен
- на северо-западе — муниципалитеты Торреш-Новаш, Энтронкаменту

## Население
| Население муниципалитета Голеган (1801—2004) | Население муниципалитета Голеган (1801—2004) | Население муниципалитета Голеган (1801—2004) | Население муниципалитета Голеган (1801—2004) | Население муниципалитета Голеган (1801—2004) | Население муниципалитета Голеган (1801—2004) | Население муниципалитета Голеган (1801—2004) | Население муниципалитета Голеган (1801—2004) | Население муниципалитета Голеган (1801—2004) |
| -------------------------------------------- | -------------------------------------------- | -------------------------------------------- | -------------------------------------------- | -------------------------------------------- | -------------------------------------------- | -------------------------------------------- | -------------------------------------------- | -------------------------------------------- |
| 1801                                         | 1849                                         | 1900                                         | 1930                                         | 1960                                         | 1981                                         | 1991                                         | 2001                                         | 2004                                         |
| 2452                                         | 2866                                         | 5694                                         | 6325                                         | 6150                                         | 5963                                         | 6072                                         | 5710                                         | 5629                                         |

## История
Посёлок основан в 1534 году.

## Районы
В муниципалитет входят следующие районы:
- Азиньяга
- Голеган